# 萧挼兰
萧氏（?—?），辽朝女性人物，小名挼兰，韩国王萧惠四世孙女。耶律中之妻。

## 生平
她聪明贤惠，谨慎诚笃，知书达理，涉猎典籍。二十岁时，她嫁耶律中，她事夫敬顺，亲戚都称誉她的贤德。耶律中对她说：“汝可粗知书，以前贞淑为鉴。”遂发奋诵读，多阅古今。天庆年间，被贼人抓住，她偷偷地把刀藏在履中，发誓：“人欲污我者，即死之。”夜间，贼人逃跑而免。天祚帝末年，耶律中为五院都监，耶律中对妻子说：“吾本无宦情，今不能免。我当以死报国，汝能从我乎？”　萧挼兰回答：“谨奉教。”金朝大军到岭西，尽徙其民，耶律中守节而死。萧挼兰不露悲戚之容，俄而跃马突出，到达耶律中死的地方自杀。

## 丈夫
- 耶律中